# Naran Dorsa
I Naran Dorsa sono una struttura geologica della superficie di Venere.